# Antonio Franceschi (calciatore)
Antonio Franceschi (Vecchiano, 7 maggio 1920 – ...) è stato un calciatore italiano, di ruolo difensore.

## Carriera
Ha giocato in Serie B con la maglia del Pisa nella stagione 1938-1939, nella stagione 1939-1940, nella stagione 1940-1941 e nella stagione 1941-1942, al termine della quale i toscani lo cedono in prestito; milita infine nuovamente in seconda serie col Pisa dopo la Seconda guerra mondiale, nella stagione 1946-1947, nella quale gioca 8 partite.
Nell'arco dei suoi cinque campionati nella serie cadetta con i nerazzurri, ha giocato in totale 73 partite e segnato una rete.